# Рок Ајланд (Оклахома)
Рок Ајланд (енгл. Rock Island) град је у америчкој савезној држави Оклахома.

## Демографија
По попису из 2010. године број становника је 646, што је 63 (-8,9%) становника мање него 2000. године.
| Група             | 2000.       | 2010.       |
| Белци             | 614 (86,6%) | 557 (86,2%) |
| Афроамериканци    | 0 (0,0%)    | 2 (0,3%)    |
| Азијати           | 1 (0,1%)    | 1 (0,2%)    |
| Хиспаноамериканци | 14 (2,0%)   | 21 (3,3%)   |
| Укупно            | 709         | 646         |